# 캄 닐리

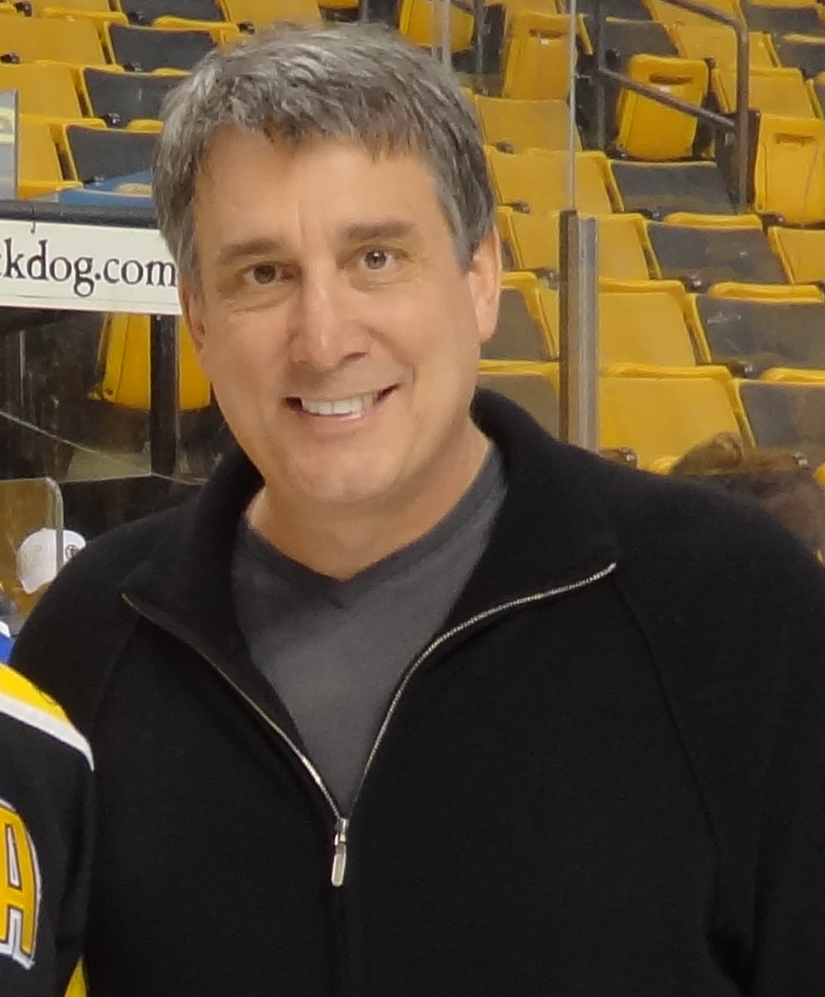

캄 닐리(Cam Neely, 1965년 6월 6일 ~ )는 캐나다의 배우, 아이스하키 선수, 영화배우이다.

## 영화
- 덤 앤 더머 투 (2014년)
- 레스큐 미 시즌1 (2004년)
- 마음대로 훔쳐라 (2001년)
- 미 마이셀프 앤드 아이린 (2000년)
- 덤 앤 더머 (1994년)

## 같이 보기
- 하키 명예의 전당